# Кашина Арђентеро (Торино)
Кашина Арђентеро је насеље у Италији у округу Торино, региону Пијемонт.
Према процени из 2011. у насељу је живело 16 становника. Насеље се налази на надморској висини од 267 м.